# Sophronica exigua
Sophronica exigua är en skalbaggsart som beskrevs av Aurivillius 1907. Sophronica exigua ingår i släktet Sophronica och familjen långhorningar. Inga underarter finns listade i Catalogue of Life.